# Erwin Helfer
Erwin Helfer (Chicago, 21 januari 1936) is een Amerikaanse jazz-, boogiewoogie- en bluespianist.

## Biografie
Helfer werd geboren in Chicago en groeide daar op. Als kind was hij meer geïnteresseerd in klassieke muziek, maar zijn tienerjaren in Chicago in de jaren 1950 brachten hem bijna onvermijdelijk in contact met de blues. De klassieke opleiding is vandaag nog steeds te horen in zijn speelstijl. Zijn muzikale invloeden zijn Cripple Clarence Lofton, Speckled Red en Sunnyland Slim. Na zijn studie aan de Tulane University in New Orleans, waar hij afstudeerde met een graad in muziek, begon zijn carrière als professioneel muzikant. Pianist Jimmy Yancey's vrouw Estelle Yancey haalde hem over om haar te vergezellen als opvolger van Little Brother Montgomery. Zo begon een levenslange vriendschap die niet eindigde tot de dood van Yancey in 1986. Tijdens de jaren 1960 en 1970 speelde hij met Jimmy Walker, met wie hij ook twee albums opnam. In 1982 lanceerde Helfer zijn eigen platenlabel Red Beans, met albums van Estelle Yancey, Blind John Davis, Johnny 'Big Moose' Walker en andere bluesartiesten uit Chicago.
Hij treedt nog steeds regelmatig op, bijvoorbeeld tijdens het Chicago Jazz Festival, het Debrecen Jazz Festival en het Chicago Blues Festival, maar ook in veel clubs in de stad, zoals het Hungry Brain in 2018. In 2003 werd hij genomineerd voor de Blues Music Award. In 2006 noemde de stad Chicago een straat ter ere van hem: Erwin Helfer Way.

## Discografie

### Albums
- 1974: Blues, Boogie Woogie Piano Duets & Solos (Flying Fish)
- 1976: Boogie Piano Chicago Style (Big Bear)
- 1979: On the Sunny Side of the Street (Flying Fish)
- 1987: Chicago Piano (Red Beans)
- 2001: I'm Not Hungry but I Like to Eat - Blues (Sirens)
- 2003: St. James Infirmary (met Skinny Williams) (Sirens)
- 2005: Careless Love (Sirens) met Avreeayl Ra

### Gastoptredens
- 1983: Mama Estella Yancey Maybe I'll Cry
- 1995: Howard & the White Boys Strung Out on the Blues
- 2002: 8 Hands on 88 Keys: Chicago Blues Piano Masters
- 2002: Heavy Timbre: Chicago Boogie Piano
- 2002: Barrelhouse Chuck Prescription for the Blues
- 2003: Ella Jenkins Sharing Cultures with Ella Jenkins
- 2007: Barrelhouse Chuck Chicago Blues Piano, Vol. 2
- 2008: Andrew Calhoun Bound to Go

- Gemeinsame Normdatei: 134794370
- International Standard Name Identifier: 0000 0000 5553 3737
- Library of Congress Control Number: n84163054
- MusicBrainz: cb749b2d-c5fd-4119-8140-351130432568
- Virtual International Authority File: 60490650
- WorldCat: E39PBJrrCb6bwvjtQccDvWg9Xd